# Stora Allgunnen
Stora Allgunnen är en sjö i Hylte kommun, på gränsen mellan Halland och Småland och ingår i Nissans huvudavrinningsområde. Sjön är 14,3 meter djup, har en yta på 1,15 kvadratkilometer och befinner sig 146 meter över havet. Sjön avvattnas av vattendraget Klubbån. Vid provfiske har bland annat abborre, braxen, gädda och gös fångats i sjön.

## Delavrinningsområde
Stora Allgunnen ingår i det delavrinningsområde (630923-134418) som SMHI kallar för Utloppet av Stora Allgunnen. Medelhöjden är 155 meter över havet och ytan är 5,51 kvadratkilometer. Det finns inga avrinningsområden uppströms utan avrinningsområdet är högsta punkten. Klubbån som avvattnar avrinningsområdet har biflödesordning 2, vilket innebär att vattnet flödar genom totalt 2 vattendrag innan det når havet efter 61 kilometer. Avrinningsområdet består mestadels av skog (73 %). Avrinningsområdet har 1,15 kvadratkilometer vattenytor vilket ger det en sjöprocent på 20,9 %.

## Fisk
Vid provfiske har följande fisk fångats i sjön:
- Abborre
- Braxen
- Gädda
- Gös
- Mört
- Sik
- Sutare